# Druckwechsel-Adsorption

Schematische Darstellung der Druckwechsel-Adsorption ("aria" = Luftzufuhr, O2 = Produktgas)

Druckwechsel-Adsorption (DWA oder PSA - Pressure Swing Adsorption) ist ein physikalisches Verfahren zur Trennung von Gasgemischen unter Druck mittels Adsorption.
Spezielle poröse Materialien (z. B. Zeolithe, Aktivkohle) werden als Adsorbens eingesetzt. Die Trennwirkung kann auf zwei verschiedenen Prinzipien beruhen: der Trennung aufgrund der Gleichgewichtsadsorption oder der Trennung aufgrund der Molekularsiebwirkung.
Im ersten Fall wird eine der zu trennenden Komponenten stärker adsorbiert als eine andere, dadurch findet eine Anreicherung der schlechter adsorbierten Komponente in der Gasphase statt. Im zweiten Fall durchdringen bestimmte Moleküle schneller die poröse Struktur des Adsorbens. Wird das Adsorbens nun in einem Reaktorbett vom Gasgemisch durchströmt, so benötigt die Komponente, die schlechter in die Poren eindringt, weniger Zeit um vorbeizuströmen, gelangt also eher zum Ausgang des Reaktorbetts.

## Prozessführung

Animation der Druckwechsel-Adsorption. I: Druckluftzufuhr (air input), A; Adsorption, D: Desorption, O: Produktgas, "leichte Komponente" (output), E: "schwere Komponente" (exhaust)

Das Gas wird unter erhöhtem Druck (meist 6 bar bis 10 bar) in einen Festbettreaktor, der mit dem Adsorbens gefüllt ist, eingeleitet, so dass dieses durchströmt wird. Eine oder mehrere Komponenten des Gemisches (diese werden als „schwere Komponenten“ bezeichnet) werden nun adsorbiert. Am Ausgang des Betts kann die sogenannte „leichte Komponente“ in aufkonzentrierter Form entnommen werden. Nach einer Weile ist das Adsorberbett weitestgehend gesättigt, und es tritt ein Teil der schweren Komponente mit aus. In diesem Moment wird über Ventile der Prozess so umgeschaltet, dass der Ausgang für die leichte Komponente geschlossen und ein Auslass für die schwere Komponente geöffnet wird. Dies ist begleitet von einer Druckabsenkung. Bei dem niedrigen Druck wird nun das adsorbierte Gas wieder desorbiert und kann am Auslass gewonnen werden. Zwei wechselseitig be- und entladene Adsorber ermöglichen dabei einen kontinuierlichen Betrieb. Um den Überstand an desorbierter schwerer Komponente aus dem Adsorberbett auszutreiben, wird mit einem Anteil des gewünschten Produktes nachgespült, um Verunreinigungen zu vermeiden.
Die genaue Einregelung der Umschaltzeitpunkte erfolgt nach der gewünschten Reinheit der Gase. Deren Erhöhung bei einer Komponente erfolgt dabei stets auf Kosten ihrer gewinnbaren Menge und der Reinheit der anderen Komponente.
Arbeitet man bei Drücken unterhalb von Atmosphärendruck, so wird die Methode auch als VSA (Vacuum Swing Adsorption) bezeichnet. Liegt der Druck teilweise über Atmosphärendruck und teilweise darunter, dann wird von VPSA (Vacuum Pressure Swing Adsorption) gesprochen. Bis auf den verwendeten Druckbereich und die dadurch benötigten Vorkehrungen sind diese Verfahren jedoch alle identisch.
Hauptkostenfaktor bei der Druckwechsel-Adsorption ist die Bereitstellung von mechanischer Energie. Darum wird sie bevorzugt bei Stoffsystemen mit geringen Adsorptionsenthalpien eingesetzt. Die Taktzeiten betragen in der Regel nur wenige Minuten.

## Anwendungen
Die Druckwechsel-Adsorption kommt dann zum Einsatz, wenn die Desorptionsenergie gering und die Konzentration hoch ist. So wird sie zur Zerlegung von Luft zur Gewinnung von N2 (>99,9 %), O2 (<97 %) oder Argon sowie Gewinnung/Reinigung von Wasserstoff z. B. für Brennstoffzellen angewendet. Eine weitere Anwendung ist das Entfernen von CO2 aus Biogas oder die Entfernung von Wasser aus Druckluft.